# Plectroglyphidodon phoenixensis
Plectroglyphidodon phoenixensis är en fiskart som först beskrevs av Schultz, 1943.  Plectroglyphidodon phoenixensis ingår i släktet Plectroglyphidodon och familjen Pomacentridae. Inga underarter finns listade i Catalogue of Life.